# ハリー杉山
ハリー 杉山（ハリー すぎやま、Henry Sugiyama、1985年1月20日 - ）は、東京都出身のタレント。血液型O型。株式会社テイクオフ所属。旧芸名は杉山 ハリー（すぎやま はりー）。本名はヘンリー・スギヤマ・エイドリアン・フォリオット・スコット＝ストークス。

## 来歴
イギリス人ジャーナリストの父・ヘンリー・スコット・ストークスと、日本人の母の間に日本で生まれる。
11歳の時に母親とイギリスへ移住。
1999年にウィンチェスター・カレッジに入学。
卒業後、日本に戻ると投資銀行に勤務しながら、資生堂MA CHÉRIEやユニクロ、リーバイスの広告に出演し、ルイ・ヴィトン、エルメス、ミッソーニ (MISSONI) などのファッションショーに出るなど副業活動を進める。
その後、ロンドン大学東洋アフリカ研究学院で中国語を専攻し、中国の北京師範大学に1年間留学した。
2008年に副業活動を再開。
同年4月から2009年3月までスペースシャワーTV『SPACE SHOWER MUSIC UPDATE』金曜日の司会をSHELLYと共に務めた。
2009年4月に同媒体で『日本縦断!杉山ハリーのスペシャキャラバン』が始まり、日本全国を巡りながら様々な人と触れ合う。
2011年4月からフジテレビ『魁!音楽番付EIGHT』にてDJ KAORIと共にMCを担当（〜2015年3月18日)。
2013年1月1日から芸名を「杉山ハリー」から、ハリー杉山に改名する。

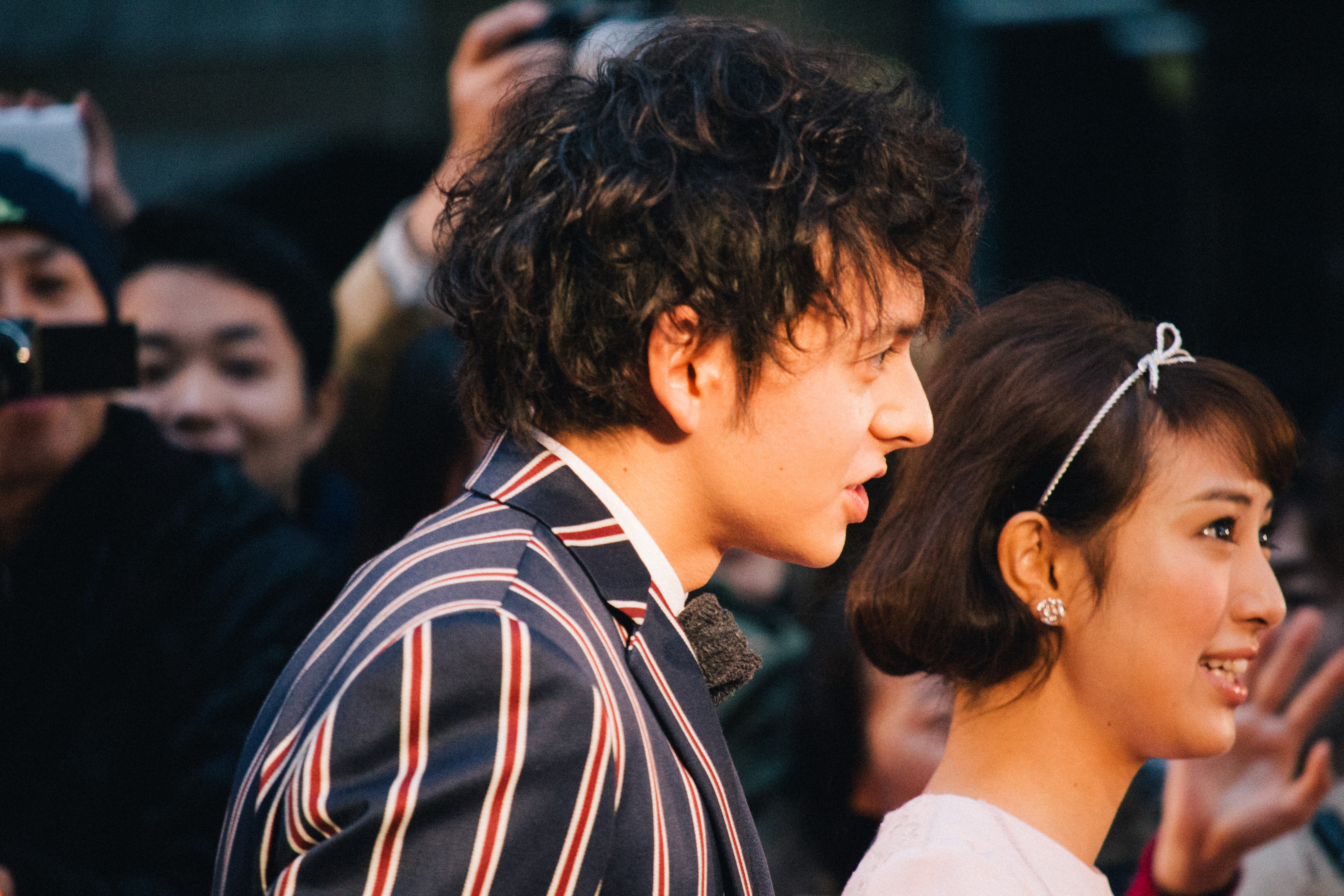
2014年10月23日「第27回東京国際映画祭」のフェスティバル・ナビゲーターを勤めたハリー杉山（左）と岡本あずさ（右）

2013年8月28日、イギリスの食文化に関する情報を発信するイギリス政府の広報キャンペーン「Food is GREAT：A Taste of Britain ためしてみて、美味しいイギリス」が日本に展開されると、ティム・ヒッチンズ大使より「駐日英国大使館　食の親善大使」に任命された。

## 人物
父ヘンリー・スコット・ストークスは元ニューヨーク・タイムズ東京支局長・アジア総支局長で、「自分（父）以上に文才があるので、活字メディアでも力を発揮することを願っている」と評された。
父方の血筋は、プランタジネット朝の第5代イングランド王エドワード1世の子孫である。
また、イギリスのロックバンド「Florence and the Machine」のボーカルのフローレンス・ウェルチ、元駐日英国大使サー・オスカー・モーランドとも親戚である。
母語は英語で、他に日本語、中国語、フランス語などを話す。ラテン語も学校で学び、他に韓国語も勉強している。
英国パブリックスクールの中でも「ザ・ナイン」と呼ばれる代表的な名門校ウィンチェスター・カレッジの入学試験に、120人中7位の成績で合格した。
幼少時代からサッカーを続けており、熱狂的なアーセナルFCファンである。
2015年4月4日に放送されたTBSテレビの特番『オールスター大感謝祭'15春』で行われた「赤坂5丁目ミニマラソン」で優勝した。
家計簿をつけるのが日課で〈家計簿変態〉と自称する。
玩具のアヒル「ラバーダッキー」を風呂にいれて入浴するのが好き。
自分はA型と33年間信じていた血液型が、実はO型だったと判明したのは2018年12月29日であった。バナナマンの設楽統を尊敬している。
2023年2月、東京都の東京観光大使に任命された。
NHK BS番組ランスマ倶楽部でMCを勤め、ランマニアとしても知られている。2024年10月27日に開催された第36回大会諏訪湖マラソンにゲストランナーとして出場した。

## 出演

### テレビ番組
- SPACE SHOWER MUSIC UPDATE（2008年4月 - 2009年3月、スペースシャワーTV） - 金曜日担当VJ
- 開局20周年企画「日本縦断！ 杉山ハリーのスペシャキャラバン」（2009年4月 - 2010年3月、スペースシャワーTV）
- 5時に夢中!（2009年7月・11月、2010年2月・10月 - 2012年3月、TOKYO MX） - 金曜日担当「黒船特派員」
  - 2017年3月10日 - ゲスト出演
- マドンナ☆Switch（2009年8月、BS2）
- 魁!音楽番付EIGHT（2011年4月 - 2015年3月18日、フジテレビ）
- ノンストップ!（フジテレビ）
  - 2012年4月 - 2013年3月「ノンストップ!マガジン」 - 木曜日・金曜日担当
  - 2013年4月 - ：「NONSTOP!タブロイド」 - 月曜日〜木曜日担当
- ほっと@アジア（2012年4月 - 2013年3月、BS1） - 水曜〜金曜日担当
- One Tree Hill（2012年8月4日 - 2013年1月26日、日本テレビ） - 番組ナビゲーター
- ネプ&イモトの世界番付（2013年8月9日 - 2016年3月18日、日本テレビ） - G20 イギリス担当
- 金曜ロードSHOW! ハリー・ポッター祭り（2013年、2015年、2016年、日本テレビ） - ナビゲーター
- 人狼〜嘘つきは誰だ?〜village06（2014年10月8日、フジテレビ） - プレイヤー
- MONDAY FOOTBALL R（2014年4月14日 - 2016年3月21日、フジテレビ） - 番組ナビゲーター
- テレビでハングル講座 (2015年4月1日 - 2016年3月30日、NHK Eテレ） - 生徒役
- Tokyo Girls' Update （2015年4月23日 - 2016年3月17日、スペースシャワーTV プラス） - MC
- ANSWERS by fashion tv（2015年10月8日 - 2017年3月24日、BSフジ） - MC
- ニュース シブ5時（2016年4月4日 - 2017年2月27日、NHK総合） - レポーター（月曜日担当）
- どーも、NHK（2016年4月24日 - 、NHK総合） - 司会 ※不定期出演
- 4時も!シブ5時（2017年4月3日 - 2018年3月9日、NHK総合） - プレゼンター（月〜金曜日担当）
- おもてなしの基礎英語（2018年4月3日 - 2020年3月26日、NHK Eテレ） - 司会
- 木曜のシネマ★イブ（2018年4月5日 - 2020年3月26日、BS日テレ） - MC
- TOKYO FASHION EXPRESS（2018年4月 - 2019年3月、NHKワールド JAPAN） - MC
- おもてなし 即レス英会話（2020年3月30日 - 9月24日、NHK Eテレ） - トレーナー（進行）
- もっと伝わる! 即レス英会話（2020年9月28日 - 2021年9月23日、NHK Eテレ） - トレーナー（進行）
- 没後50年　今夜はトコトン“三島由紀夫”（2021年1月10日、NHK BSプレミアム） - MC
- ランスマ倶楽部（2021年4月25日 - 、NHK BS1） - MC
- 東京GOOD!TREASURE MAP（2022年4月18日 - 、テレビ東京） - ナビゲーター ※週替りで出演[9][10]。
- ワールドスポーツCLIP! Supported by U-NEXT（2023年10月05日 - 2024年3月28日、BS11） - MC
- ワールドファイトCLIP! Supported by U-NEXT（2024年04月04日 - 9月26日、BS11） - MC
- WEEKLYワールドサッカー Supported by U-NEXT（2024年10月03日 - 、BS11） - MC

### ラジオ
- J-WAVE
  - PARK IN THE SKY（2011年10月3日 - 2012年9月27日） - ナビゲーター
  - HELLO WORLD（2012年10月5日 - 2016年3月25日） - ナビゲーター（金曜日担当）
  - POP OF THE WORLD（2016年4月2日 - ） - ナビゲーター

### オンライン配信
- スポナビ LIVE NEWS（2016年8月6日 - 2017年3月26日） - MC
- 佐野岳のHOLLYWOODガク FRESH! by ABEMA（2016年10月16日 - 2017年3月26日全6回）

### テレビドラマ
- 女の勲章（2017年4月15日・16日、フジテレビ） - 園田 役[11]
- 貴族探偵（2017年4月17日、フジテレビ） - 笹部恭介 役[11]
- 連続テレビ小説
  - まんぷく（2019年3月7日 - 16日、NHK） - レオナルド 役[12]
  - カムカムエヴリバディ（2022年3月28日 - 4月8日、NHK） - ジョージ 役[13]
- 二つの祖国（2019年3月23日、テレビ東京） - マイケル坂田 役
- 時効警察・復活スペシャル（2019年9月29日、テレビ朝日） ‐ 本人 役

### 映画
- 逃走中 THE MOVIE:TOKYO MISSION（2024年7月19日、東映） - 本人 役[14]
- THE RIGHTMAN 正義の男（2025年2月1日、映像制作リアン）[15]

### Vシネマ
- 仮面ライダーエグゼイド トリロジー アナザー・エンディング 仮面ライダーブレイブ&スナイプ（2018年3月28日、東映） - ルーク＝キッドマン 役[16]

### テレビCM
- 資生堂 MA CHÉRIE 『ゴンドラ篇』
- 江崎グリコ BREO 『キレイなワタシ篇』（2007年、2008年）
- 資生堂 AUPRES（中国、2008年）など
- エスエス製薬 スルーラックデルジェンヌ
- アプリゲーム『ファイトリーグ』（2017年6月、ミクシィ・XFLAG スタジオ）[17][18] – タッグプレイ・アントニー＆ハリー杉山編

### 広告
- ユニクロ
- KeY（吉井和哉オリジナルブランド）
- NTTドコモ
- リーバイス など

### ショー
- ルイ・ヴィトン
- MISSONI
- HERMES
- JOSEPH HOMME
- UNDER CASTLE（東京コレクション）

### PV
- 玉置成実「Promise」
- LOVE 「"愛してる"のone word」

### ゲーム
- ウイニングイレブンカードコレクション：英語実況

## 書籍

### 雑誌
- FINEBOYS
- Gainer
- Street Jack
- ゼクシィ など

### 翻訳・監修
- 『人生を変えるオズの魔法〈オズの魔法使い〉が教えてくれる幸福への道』ピーター・ガッツァーディ著（中央公論新社、2020年3月28日）ISBN 978-4-12-005287-3。 ※洋書の完全翻訳
- 『地図でスッと頭に入るイギリス』（昭文社、2023年3月30日）ISBN 978-4-398-14469-0 ※監修

### コラム掲載
- 日刊ゲンダイ「国際情報を読み解く」（2017年2月9日 - 3月23日）隔週木曜・全4回[19]

### 対談掲載
- 『婦人公論』2018年3/27号「座談会 ハリウッド発のセクハラ撲滅運動 なぜ日本では『#MeToo』が広まらないのか」小島慶子×ハリー杉山×奈良橋陽子（中央公論新社、2018年3月13日発売）国立国会図書館書誌ID:028868463
- 『対談5! プロフェッショナルの英語術II 世界で認められる人の条件とは』三宅義和 (著) 第5章「英語を身につけた先」のイメージをできるだけ具体的に描くようにする（プレジデント社、2020年12月18日発売）ISBN 978-4-8334-2401-1
- 『Voice』2021年6月号「英中関係、それぞれの正義と価値観は」安田峰俊＆ハリー杉山（PHP研究所、2021年5月10日発売）ISSN 0387-3552[20]

### インタビュー掲載
- 『ニューズウィーク日本版』【Special Report】韓国ドラマ&映画50 名作私のとっておき映画5本「たとえ民主化の歴史を知らなくても」（株式会社CCCメディアハウス、2021年4月27日）ISSN 0912-2001[21]